# サリルマブ
サリルマブ (Sarilumab) は、インターロイキン-6受容体に対するヒトモノクローナル抗体薬で、ケブザラ (Kevzara) という商品名で販売されている。リジェネロン・ファーマシューティカルズとサノフィが、関節リウマチ (RA) の治療薬として開発し、2017年5月22日に米国食品医薬品局 (FDA)の承認を受け、2017年6月23日に欧州医薬品庁 (EMA)の承認を受けた。
強直性脊椎炎を対象とした開発は、第II相試験でメトトレキサートを上回る臨床的効果が見られなかったため中止されている。

## 医療用途
サリルマブは、従来の治療法が奏効しなかったり、耐容性 (認容性) がなかったりする中等度から重度の活動性関節リウマチの治療に使用される。サリルマブは単独でも、メトトレキサートや他の疾患修飾性抗リウマチ薬 (DMARD) との併用でも使用できる。

## 禁忌
欧州連合 (EU) では、サリルマブは活動性のある重度の感染症のある人には禁忌とされている。これは米国FDAの承認では禁忌とは記載されていないが、治療前に潜在性結核感染の有無を検査し、サリルマブによる治療中に感染の兆候を監視することを推奨する枠組み警告がある。

## 副作用
MONARCH試験では、サリルマブ200mgを2週間ごとに投与された患者は、アダリムマブ投与群と比較して、好中球減少症の発生率が有意に高いことが示唆された (13.6％対0.5％) 。しかし、感染率は両群間で同程度であった (28.8％対27.7％)。
その他、1～10％の患者に発現した一般的な副作用には、血小板減少症 (血小板数減少)、上気道および尿路感染症、口腔ヘルペス、高脂血症、注射部位での反応が含まれていた。

## 臨床試験

### 関節リウマチ
2013年5月15日、両社は新たに2つの臨床試験 (COMPARE、ASCERTAIN) を開始し、最初の患者がすでに登録されていることを発表した。
2015年6月、RAを対象とした第III相試験 (メトトレキサート併用) では、3つの主要評価項目を満たしたことが報告された。
2015年11月、SARIL-RA-TARGET試験で良好な結果が報告された (両方の主要評価項目を満たしている)。
2016年11月、サリルリマブとアダリムマブ (抗TNF薬) を比較したMONARCH第III相試験では、24週間後のRA患者のDAS28-ESRスコアの低下において、サリルリマブが優れていることが確認された。
2019年7月、「糖質コルチコイド依存性サルコイドーシス患者におけるサリルマブ」を研究するための多施設共同試験が開始された。

## 歴史
2016年10月、米国食品医薬品局 (FDA) は、適正製造基準 (GMP) 違反を理由に、関節リウマチの治療薬としての販売承認を拒否した。最終的には2017年5月22日にFDAによって承認された。

## 研究

### COVID-19 (新型コロナウイルス感染症)
COVID-19症状の治療における有効性が実証されなかったため、2020年9月に420人の患者を対象とした試験が中止された。
2021年1月7日、REMAP-CAP試験を経て、トシリズマブとサリルマブがCOVID-19治療のための英国の推奨リストに追加された。治療必要数は12人であり、通常の治療に比べて、集中治療室で治療を受けた12人の患者ごとに1人が助かることを意味する。また、患者の回復を早め、重症患者が集中治療に費やす時間を約1週間短縮する。

## 推薦文献
- Bermejo I, Ren S, Simpson E, Clowes M, Scott DL, Young A, Stevenson M (June 2018). “Sarilumab for Previously-Treated Moderate or Severe Rheumatoid Arthritis: An Evidence Review Group Perspective of a NICE Single Technology Appraisal”. PharmacoEconomics 36 (12):  1427–1437. doi:10.1007/s40273-018-0677-7. PMID 29882210.
- Genovese MC, van Adelsberg J, Fan C, Graham NM, van Hoogstraten H, Parrino J, Mangan EK, Spindler A, Huizinga TW, van der Heijde D (August 2018). “Two years of sarilumab in patients with rheumatoid arthritis and an inadequate response to MTX: safety, efficacy and radiographic outcomes”. Rheumatology (Oxford, England) 57 (8):  1423–1431. doi:10.1093/rheumatology/key121. PMC 6055572. PMID 29746672.
- McCarty D, Robinson A (March 2018). “Efficacy and safety of sarilumab in patients with active rheumatoid arthritis”. Therapeutic Advances in Musculoskeletal Disease 10 (3):  61–67. doi:10.1177/1759720X17752037. PMC 5802641. PMID 29492111.
- Raimondo MG, Biggioggero M, Crotti C, Becciolini A, Favalli EG (2017). “Profile of sarilumab and its potential in the treatment of rheumatoid arthritis”. Drug Design, Development and Therapy 11:  1593–1603. doi:10.2147/DDDT.S100302. PMC 5447699. PMID 28579757.